# HK Ružinov
Le HK Ružinov est un club de hockey sur glace de Bratislava en Slovaquie. Il évolue dans la 1.liga, le second échelon slovaque.

## Historique
Le club est créé en 1999.

## Palmarès
- Vainqueur de la 1.liga: 2006.
- Vainqueur de la 2.liga: 2002.